# Eudonia minualis
Eudonia minualis là một loài bướm đêm thuộc họ Crambidae. Nó được tìm thấy ở New Zealand.
Ấu trùng ăn rêu trên vỏ cây Olearia bullata và Olearia hectorii.

## Hình ảnh

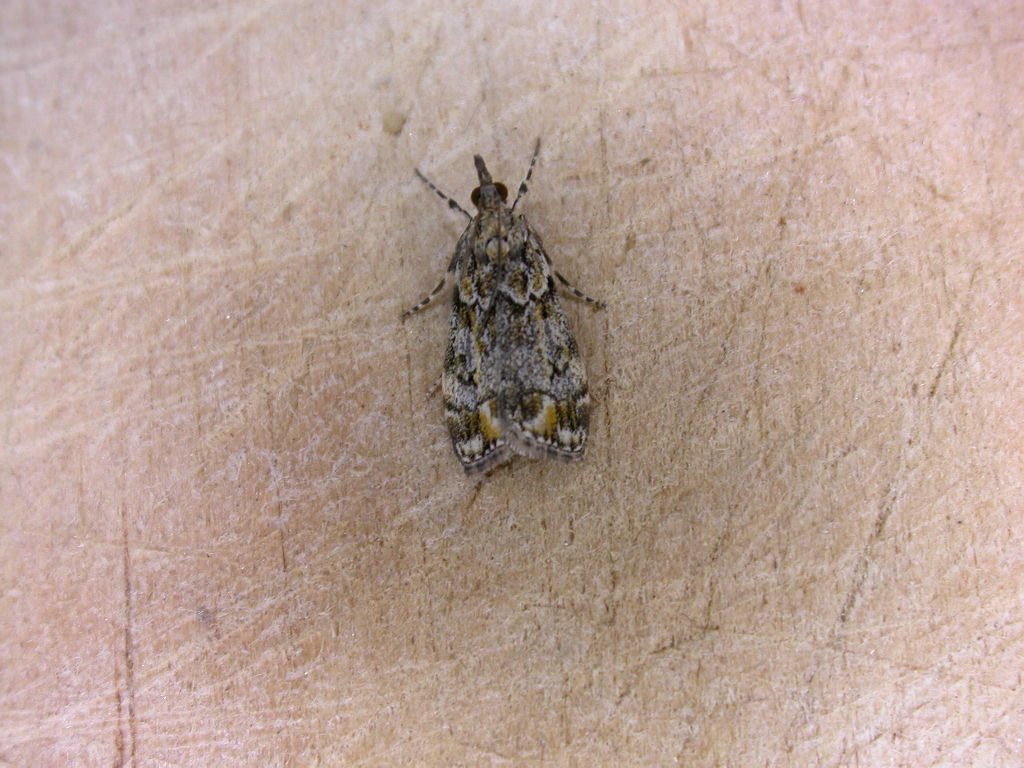